# 林過雲
林過雲（1955年5月22日—），原名林國裕，又名林友強，香港連環殺手，人称「雨夜屠夫」。
犯案時，林任職夜更的士司機，接載目標後將之殺害。後於住所內解剖，肢解屍體後會取出死者性器官製成標本，過程亦會拍照及錄影留念，亦曾向第四名受害者姦屍。最後，其因前往攝影店提取照片被捕。林過雲犯下之重案震驚香港社會，為香港首位連環殺手。林之罪行被拍成多部驚悚電影，為本地流行文化中最廣為人知的罪犯，他犯下的案件於2003年香港電台舉辦的「十大哄動案件選舉」排行第一位。其後更與「屯門色魔」林國偉被合稱為「雙林」。

## 早期生活

### 童年時期
1955年5月22日，林過雲於香港出生，原名林國裕，父親林偉樂共有3名妻子、10名子女，林過雲是長子，由正室張劍萍所生。1957年至1962年，林父在汶萊的石油公司工作，林過雲及其妹隨母親到當地生活，與林父的妾侍及同父異母弟妹一同居於公司宿舍。林過雲曾於汶萊就讀幼稚園及小學，林父在管教林過雲方面較其他子女嚴厲，1962年12月，林過雲隨家人返回香港，遷入位於觀塘的自置居所，在一所政府小學讀書，成績通常都在最前的十名之內，約十一歲畢業並升讀初中，直到1968年，林父轉職中華電力公司，要求林過雲上午在深水埗利瑪竇中學就讀，晚上在理工學院讀夜校，導致林過雲的數學成績追不上進度。1970年，林父開店售賣電單車，要求林過雲每天下課後幫忙看舖，林過雲的成績由此走下坡，與父親的感情亦開始轉差，常遭父親打罵並趕他離家，情況持續至林過雲讀中四時。林過雲中學畢業後便開始在觀塘康寧道父親開設的電單車店任職，隨後在一名親戚處當冷氣學徒。

### 成年時期
1973年初，林過雲與父親爭執後被逐離家，在紅磡鶴園街一個公廁附近，用刀脅迫一名女子進入公廁，用手撫摸對方下體，結果被捕。醫生指林過雲精神方面有問題，不適宜受審或判監，被判入青山精神病院接受治療，接受102日治療後獲准出院，並改名為林友強。林過雲年約十九歲時，家人發現他表現不尋常，對女性肉體感到興趣，其後被發現於觀塘住所的廁所外偷窺其妹裸體，家人因此要求他遷往土瓜灣貴州街安慶大廈的另一住所，與父親及其他弟妹一同居住。林過雲與弟弟同房，林過雲睡於雙層床的下格，其弟則睡於上格，二人曾有協議，各人的物件分開來放，彼此各不干預，1978年，林過雲取得的士牌照，正式當上的士司機後改名為林過雲，約1980年轉任夜間的士司機，同住的家人每隔十四五天始有機會與他見面。1981年突然對攝影產生濃厚興趣，開始研究攝影技術，並且加入攝影會。林過雲任職夜間的士司機一年後，其母察覺到他的行為有很大改變，如不肯洗換衣服及洗澡、表現垂頭喪氣等，並曾於半夜見他在家中走來走去。

## 連環肢解案
林過雲除了這宗性騷擾前科外，在犯重案前主要就是做為一名值夜班的的士司機，而其後開始做案，這其中受害者均為女性，他在1982年2月至7月殺害4名女子，犯案時多為下雨的晚上，他以的士把目標接載到僻靜地方後勒死，並對第四名受害者進行姦屍。每次作案後均會肢解人體、拍攝殘肢，然後把屍體的性器官部份肢解製成標本，存放在位於土瓜灣貴州街安慶大廈2樓F室的寓所，並將身體其餘部份棄於城門河及大坑道山坡。

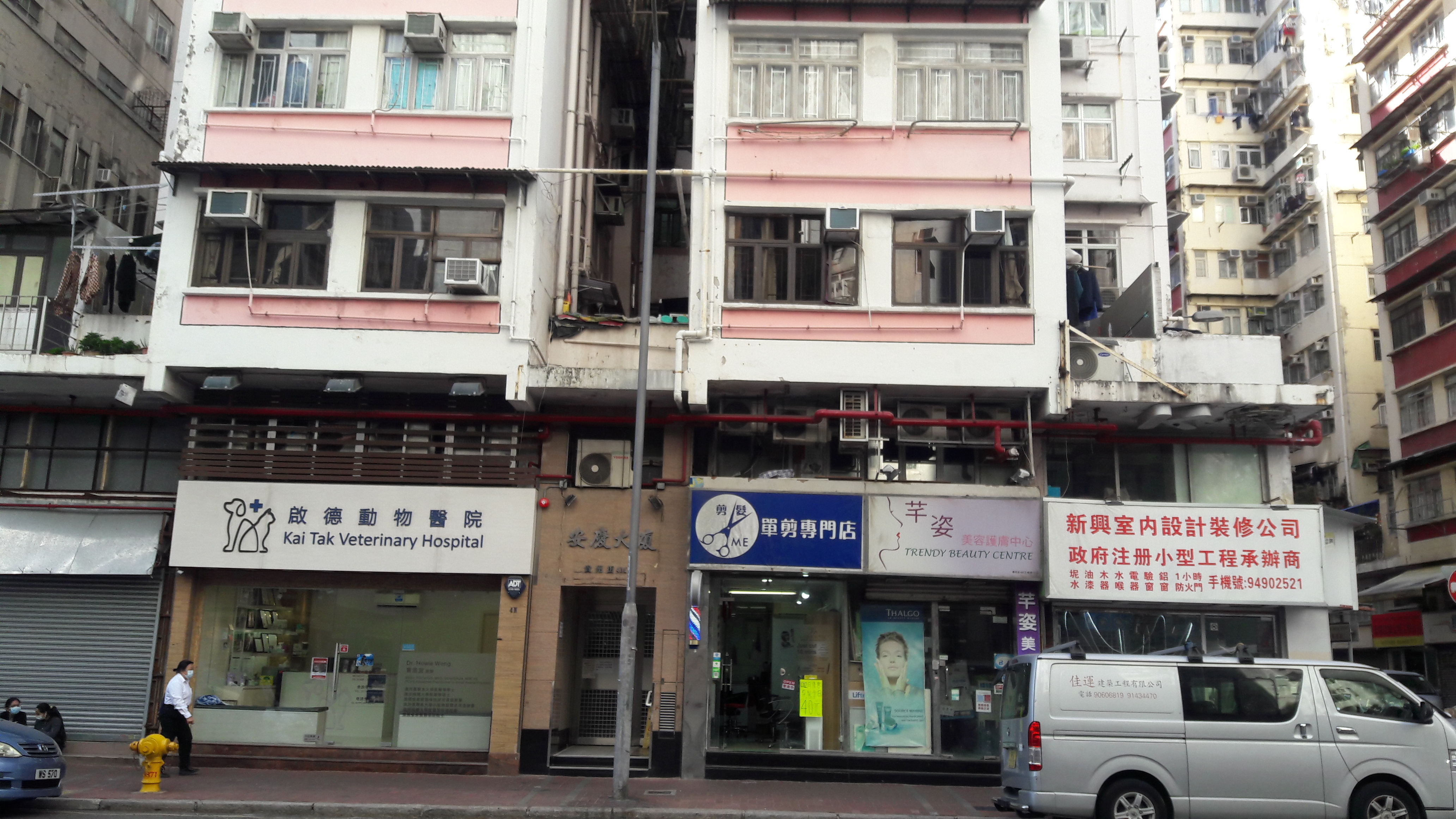
林過雲曾把屍體藏於土瓜灣安慶大廈的住所內並將屍體肢解製作標本（攝於2021年）

| 日期 （1982） | 死者   | 年齡 | 職業                    | 案發經過 |
| ------------- | ------ | ---- | ----------------------- | --- |
| 2月3日        | 陳鳳蘭 | 22   | 夜總會媽媽生            | 陳鳳蘭於凌晨4時收工後與朋友飲酒，酒後在尖沙咀地區搭乘被告駕駛的的士。林過雲載酒醉未醒陳鳳蘭到目的地觀塘後，把她載回土瓜灣住所樓下，返回家中取電線後，在車上將酒醉未醒的陳鳳蘭勒死，並將屍體帶回家藏在客廳沙發底下。第二天，待屋中的人外出後，林將屍體身上的衣服脫光，然後為屍體拍照。林從陳鳳蘭的錢包裡取出五百塊錢，到街上買了個電鋸，然後將陳鳳蘭肢解成七塊，過程被收錄於錄影帶「嚴肅的秘密」內，性器官放入膠盒用米酒防腐，再用報紙包好肢體放入膠袋內，於該晚上班時將肢體棄於火炭一處山坡草叢，肢體其後被大雨沖落城門河並飄浮到好運中心至富豪花園一帶。其父憑其手臂上的刺青圖案認屍。 |
| 5月29日       | 陳雲潔 | 31   | 康樂中心收銀員          | 陳雲潔於凌晨5時20分下班，大雨中乘搭林過雲駕駛的的士回家。林過雲在途中停車用刀指嚇，再用手銬銬住陳雲潔，最後用電線勒死受害者。今次林過雲用外科手術刀進行肢解，並將死者的一雙乳房、整個陰部完整割下，進行防腐處理。屍體的其餘部分，則用報紙包好，再放入麻包袋內，將碎屍放在的士車尾箱待入夜後肢體棄於大坑道山坡。肢解情況被收錄於「嚴肅的秘密」影帶內。 |
| 6月17日       | 梁秀雲 | 29   | 夜總會侍應              | 梁秀雲於凌晨4時下班乘搭林過雲駕駛的的士，不久遇害。林將屍體帶返家中拍照與錄影肢解，錄影帶名為「雨夜行動」。林過雲為方便「工作」，將攝錄機放在碌架床上，採用自拍功能，拍下他的行動。由於無需操縱攝錄機，林過雲的肢解工作較上兩次更仔細，他甚至將死者的腹部剖開，挑出腸臟，放在口中品嘗。林過雲原有一嘗人肉的衝動，但最後由於感到噁心而放棄。肢體棄於大坑道。 |
| 7月2日        | 梁惠心 | 17   | 聖芳濟各書院 中五會考生 | 梁惠心到尖沙咀喜来登酒店參加謝師宴後，於晚上11時半在酒店外乘的士擬返回紅磡山谷道邨寓所，自此失去蹤影，音訊全無。家人致電赴宴之同學查詢及到酒店附近找尋，惜無功而還，遂報警求助。警方將失踪者資料通報全港所有巡邏警員及醫院，並於8月5日發放尋人啓示及照片呼籲巿民提供消息，但仍無結果，其學校亦表示放榜當日未見她蹤影，直至8月17日警方拘捕林過雲後在其家中尋回梁之遺物及部分器官，方知她已遇害。林過雲稱他用手銬鎖住梁惠心雙手，與她在的士內交談有關學校、前途、家庭、宗教、靈魂等話題後用電線勒死她，將屍體帶回家姦屍及肢解，過程被收錄在「第四次行動」影帶內，殘肢被埋於大坑道。       |

## 揭發被捕
林過雲的住所沒有黑房可供沖曬彩色照片，需要找沖曬店幫忙。為免惹人懷疑，他參加由香港基督教女青年會舉辦的攝影班，認識了在尖沙咀一間沖曬店任職的張志立（張仔），並對張仔說自己在殮房當兼職攝影師，為他們拍攝解剖屍體的照片，張仔覺得林過雲的解釋合理，為免令同事受驚，他曾4次沖曬林過雲的照片，並對林過雲承諾將此事保密。 
1982年8月10日，林過雲想將第4名受害者梁惠心的肢解相片放大，第5次光顧張仔任職的沖晒店時，恰巧該店的放大機有故障，張仔於是將林過雲的底片交給旺角分店沖曬，負責操作儀器的職員將影片沖曬並進行品質檢查，發現那些照片與人體肢解有關，經理檢視照片後認為事有可疑，於是報警。
警方接報後派員到場查看照片及底片，認為確實有可疑之處，將之轉交九龍總區重案組兇殺科跟進，由負責陳鳳蘭案的警司白琪統領調查工作。 警長李達君奉命率領多名探員到沖晒公司尖沙咀及旺角分店為店員錄取口供，並指示法醫及科學鑑證科仔細檢查照片。法醫根據肉體色澤及血液顏色推斷，照片中的屍體，死去不足3小時，而從屍體的切割方式及刀痕推斷，肢解屍體的人，並無醫學解剖專業知識，因而排除那些是教學圖片。科學鑑證科發現那些照片，並非翻攝自印刷品，而是直接對着屍體拍攝，此外亦證實其中一張照片右上角一個可疑反光部份是一顆小水珠，經放大的水珠弧形表面顯示一名少女的半張面孔，與在1982年7月2日失蹤的少女梁惠心相似。警方收到法醫官及科學鑑證科的報告後，相信梁惠心已遇害，決定到沖曬店緝捕物主。警方亦一度將張仔扣留調查及搜查其住所，但無發現線索，遂讓他保釋外出並轉作證人。
1982年8月17日早上約9時，張仔如釋重負返回尖沙咀沖曬店上班，李達君警長帶隊到場戒備，指示一眾警員假扮店員、顧客及小販四圍監視，並吩咐真店員將數張其他相片混入林過雲之13張照片，提醒他們須要求林過雲核實他的相片。下午6時許，沖曬店將近打烊，警方預備收隊並打算向入境處或運輸署求助之際，林過雲將的士停在門外並步入店內，張仔通知李警長後拿出相片及底片要求林核對，並詢問林有關相片之資料與用途，林過雲表示照片將用作呈堂之用，使陪審員可看得更清楚，並表示他時常到不同殮房工作，所有對話均被警方錄音用作證供。 
當林過雲確認他的照片及付款時，李警長即表露身份以現行犯將他拘捕。林過雲未有反抗，但有點不知所措，唯有胡亂堆砌表示照片是一名在《東方日報》工作的「四眼佬」叫他取的，並相約在當時位於土瓜灣貴州街的總社門外會合，但李警長與同事在報館門外苦候數小時仍不見「四眼佬」這個人，覺得林過雲在說謊，於是向姓朱上司報告，在其帶領下於當晚10時許搜查安慶大廈一單位，終於檢獲梁惠心的財物、照片、錄影帶、女性器官、防腐劑、解剖書及手術器材，證實梁惠心已被殺。由於證物繁多，警方花了數天搬走所有東西作進一步調查以鑑定所有死者身份。
警方亦扣押及搜查林過雲之的士，在擋風玻璃上留下字條提醒其他人不要拖走車輛，其後發現車上儲物櫃內有手銬及電線等證物，前排座位背面更有2個破洞，相信林過雲在後排座位與各事主發生糾纏，於是用手銬鎖住對方雙手將其制服，然後再用電線勒斃她，其中一人遇害時雙腳穿著高跟鞋並大力踢向前排座位。
警方一度懷疑有15人遇害，但法醫在美國聯邦調查局科技部化驗所協助下檢驗死者殘肢及將照片給失蹤者家屬辨認後，僅能證實4人身份。

## 警方問話及起訴
林過雲、弟弟林國強及父親林偉樂被帶返警署協助調查，林父經警方扣留問話3天後獲釋，林弟則表示由於作息時間完全相反，甚少見到哥哥及從不觸碰他的物品，對事件毫不知情。由於林過雲行使其箴默權，警方無法從其取得證供，遂安排林氏父子3人共處一室開家庭會議，藉利用林過雲家人希望盡快釐清案情獲釋心理迫使他承認責任。林偉樂對林過雲表示如果所有事皆是他所為，就應招認一切，勿讓案件阻礙弟弟結婚，林國強亦破天荒以哥哥稱呼林過雲冀打動他，生母張劍萍亦到警署勸兒子說出真相，林過雲終和盤託出，承認所有事情皆由他做的，與其家人無關，並協助警方起回死者殘肢，惟警方仍堅信睡於同房的林國強是同謀，落案起訴林氏兄弟謀殺梁惠心，將他們解往新蒲崗裁判法院提堂，林過雲再被加控謀殺另外3人，2人被拒保釋，被送往小欖精神病治療中心接受檢驗。林國強多次對裁判官聲稱被人冤枉，最終於第6次聆訊後獲律政司撤銷控罪釋放。林過雲則被醫生證實智商甚高，適宜答辯，而控方表證亦成立，案件被轉介最高法院審理。林過雲的妹妹及妹夫未被拘捕。

## 高院審訊及判刑
1983年3月3日，案件開審 ，大批巿民到高院外聚集圍觀。辯方律師擔心女人同情受害人造成不公，要求全男班陪審團。 
為免令旁聽者受驚，除主審法官按察司費伯、書記、庭警、被告、陪審員及雙方律師外，其他人須在林過雲拍攝之錄影帶播放時離開法庭，控方亦不用把死者的器官呈堂。警方人員、沖曬店職員、法醫官、科學鑑證科人員及林過雲家人先後被傳召出庭作供。林過雲在控方舉證完畢後承認誤殺博取減刑，但不被控方接納，法官遂引導陪審團被告此舉旨在減輕自己的罪責，由於他已承認殺人，只須就謀殺或誤殺作出裁決。雙方之後就林過雲犯案時之精神狀態進行激辯，並傳召3名本地及2名澳洲精神科專家作供，連同林被捕後為他診斷的醫生，有4位認為他沒有精神病，但對女性軀體有不尋常喜好，另2位則表示他精神不健全，不能自我控制。經過18天聆訊，同年4月8日法官引導陪審團作出裁決，表示如他們認為林過雲犯案時能自我控制，那就裁定他謀殺罪成，反之如是因精神失常而不能自制，那就裁定誤殺。7名陪審員退庭商議3小時半後，一致同意其中4名醫生的觀點，認為林過雲每次犯案時神志清醒可自制，目的只為滿足異常性慾，裁定他所有謀殺罪名成立，法官費伯依例判處林過雲繯首死刑。死者陳鳳蘭之父親認為審訊過程公平，為女兒討回公道，而林過雲亦順應父親勸喻接受裁決，不再浪費公帑上訴。雖然當時香港法例規定謀殺罪的刑罰是死刑，但時任港督尤德爵士根據英皇制誥行使酌情權赦免林過雲死刑，改處終身監禁。
1991年6月26日，時任立法局議員薛浩然於會議上提出動議敦促政府恢復執行死刑，以打擊嚴重罪案，李柱銘隨即提出反動議要求廢除死刑，獲得通過。末任港督彭定康於1992年7月上任後，於其首份施政報告中承諾盡快修例正式廢除死刑，並於1993年獲立法局通過後實施
。

## 監獄生活

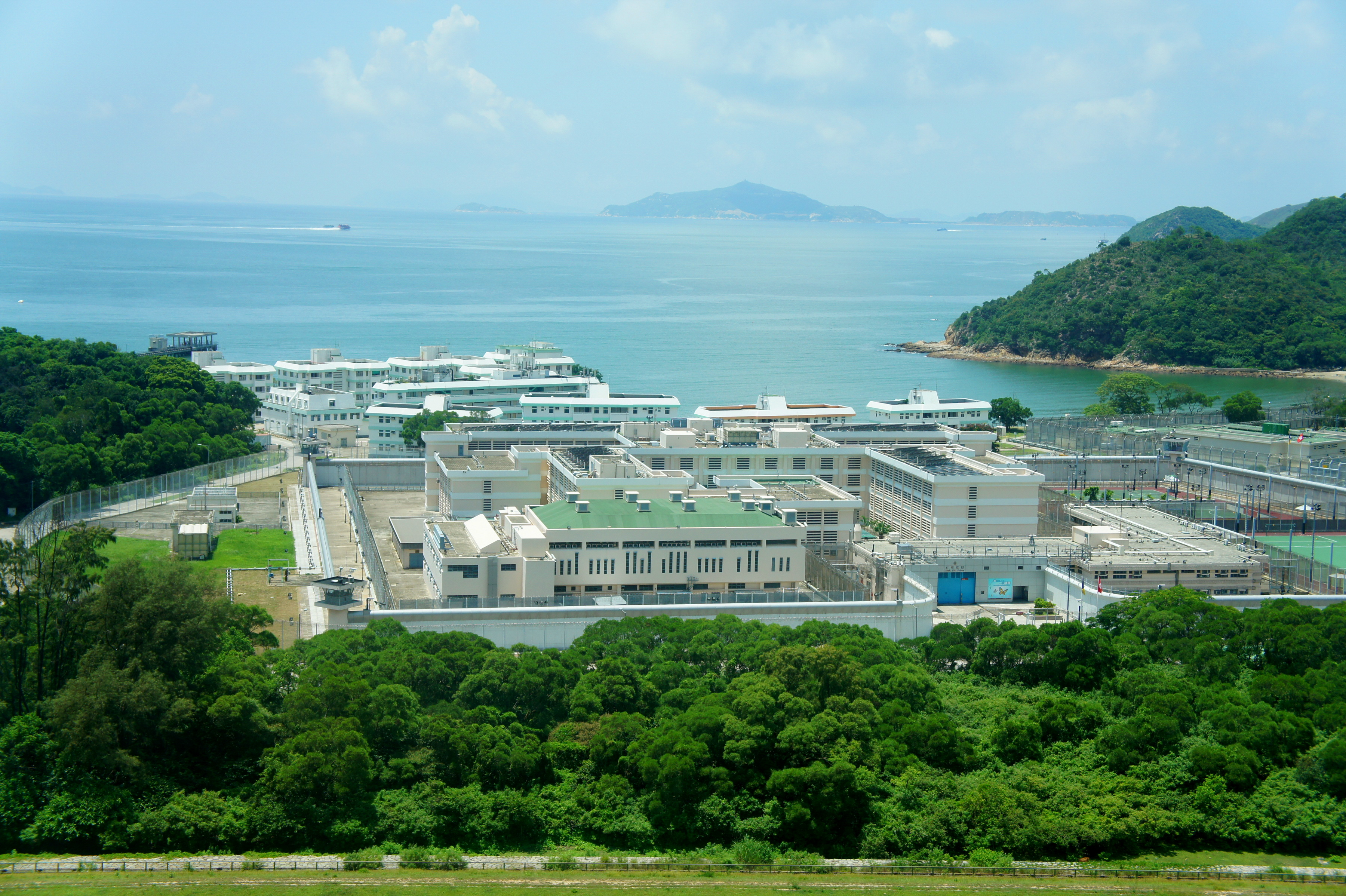
林過雲服刑的石壁監獄位於大嶼山，是一所高度設防的監獄。

林過雲被定罪後曾於赤柱監獄服刑，其後轉往石壁監獄服刑至今，囚友稱呼他為「阿Lam」，屬於甲類囚犯，在獄中的工場負責圖書釘裝等工作，每月工資約港幣數百元，他在獄中獨自行動，不主動與人交談，亦拒絕對別人談及往事。2009年，《香港壹週刊》第1010期曾刊登林過雲在獄中的圖片，林過雲在獄中紀律良好，為人節儉，時常閱讀報紙、醫學書籍、宗教類書籍及抄寫筆記，亦參加了獄中的天主教、基督教宗教班，教會義工偶爾會到監獄探望他，惟未見有家人探望。林過雲居住的監倉堆滿了報紙和書籍，他喜歡紫微斗數，在囚友眼中是專家，監獄的懲教人員亦會向他請教。由榮智健姪女榮文蔚包養的模特兒顧志雅接受傳媒訪問時表示，自己在獄中與林過雲成為朋友。2018年，傳媒指當時62歲，已服刑逾34年的林過雲提出的假釋申請已獲批准，引起公眾關注，懲教署其後表示林過雲並沒有申請假釋，只是刑罰覆核委員會按例每5年覆核林過雲的刑期，最後因有委員擔心林過雲可能涉及其他未破案件或會重犯，決定暫不考慮開放改動刑期及假釋之申請。
根據網台恐怖在線第2455集的嘉賓稱，有囚犯見過林過雲在監獄中殺死及解剖蟑螂，然後將其傑作放在火柴盒內。

## 後續事件
1986年11月16日，林偉樂在圓玄學院，為四名死者供奉靈位，因恐怕有人將錄影帶與照片賣給傳媒，林過雲拍下的錄影帶與照片在案件審結後已被全數銷毀，部分受害者器官現時保留在灣仔法醫總部作為實物教材，這宗案件更促成香港成立「香港齒科法醫小組」。
梁惠心本信奉天主教，她的家人將骨灰安放在長沙灣天主教墳場埋葬。

## 改編作品
這宗案件揭發後，在香港引起了極大轟動，在社會中留下極深刻的印象。

### 電影
1982年香港女演員林建明唯一一部導演的電影《熱浪》，巧合誤中話題。
1989年馮意清執導，張堅庭、張曼玉、吳君如、吳啟華及周文健主演的電影《求愛夜驚魂》，周文健飾演的角色「陳雲」是影射「林過雲」。
1991年出品的電視電影《香港奇案霧夜屠夫》內容改編自林過雲案，由鞠覺亮執導，任達華、翁虹、萬綺雯、劉錦玲等主演。
1992年出品的電影《羔羊醫生》描述林過雲的犯罪情節，由任達華飾演林過雲。同年，自由人出版有限公司根據電影出版精裝漫畫《機密檔案林過雲》，由香港漫畫家何志文執筆繪畫，漫畫內容同電影情節一樣。
1993年上映電影《香港奇案之吸血貴利王》，吳啟華飾演影射林過雲角色的林過仁。同年另一上映電影《雨夜天魔》由吳鎮宇飾演林過雲。
1999年上映電影《強姦終極篇之最後羔羊》，梁志安飾演影射林過雲角色的陳過雲。
2005年上映電影《神經俠侶》，亦有提及雨夜屠夫的犯罪情節。
2022年上映電影《神探大戰》，亦有描述林過雲的犯罪情節，由李菁飾演影射林過雲角色的樓覺魂。另外，此案同時加插浮屍案(影射西環浮屍案)。
2023年上映電影《命案》，亦有描述林過雲的犯罪情節，由陳湛文飾演林過雲。

### 電視劇
1990年代無綫電視法庭電視劇《壹號皇庭》系列裏，就有根據這個案件改編的劇情。
2000年代無綫電視《陀槍師姐系列》裏色魔殺人案取自本案藍本，駱達華飾演鮑國平影射林過雲。
2006年亞洲電視製作的奇案式劇集《香港奇案實錄》，根據個案改編成單元劇《雨夜狂屠》，由吳岱融飾演林過雲。
同年無綫電視劇集 《法證先鋒》單元角色鄭曉東（王賢誌飾)，也是影射林過雲。
2014年無綫電視劇集 《再戰明天》角色何百雲（陳榮峻飾），也是影射林過雲。
2022年無綫電視劇集 《愛上我的衰神》角色竇哲人（許俊豪飾）以及《白色強人II》角色徐健（李啟傑飾），也是影射林過雲。
2024年無綫電視懸疑劇集 《異空感應》兩角色陳正昌（何啟南飾）和楊家圖（李頊珩飾），也是影射林過雲。
2025年無綫電視懸疑劇集 《奪命提示》三角色宋耀興（陳少邦飾）、駱鎮華（黃子恆飾）、丁逸勝（葉泓聲飾），也是影射林過雲。

### 廣播劇
商業一台
《香港奇案實錄 之 雨夜殺手》 (1990年) -  鍾志光聲演影射林過雲之角色林河文 （页面存档备份，存于）。

### 記錄片
2010年美國犯罪刑緝頻道，以林過雲的連環兇殺案為題材，製作《Crime Investigation Asia - Jars Murderer》記錄片。

### 歌曲
1986年香港殿堂級搖滾樂隊Beyond成員黃家駒，當年為了探索林過雲的思路歷程及對死亡的抽象，創作出《Dead romance part I&II》兩首的歌曲，歌曲發行於1986年3月自資出版的 再見理想 卡式錄音帶專輯。

### 書籍
重案組黃Sir著：《香港重案實錄（第一集）：驚人兇殺案》，博益出版集團有限公司，1990年於香港出版
1991年香港出版社聚賢館出版《殘酷肢解案》一書，書中刊載大量林過雲背景資料、從犯案到被捕案情，甚至刊登受害者肢體照。

### 雜誌
網上流傳1990年代香港猛鬼雜誌《Yes!鬼世界》寫的虛構短篇鬼故事，繪影繪聲虛構林過雲在獄中有三個女鬼伺機報復的鬼故事，被網友誤傳為真人真事，有臺灣電視節目將虛構鬼故事當為真事報道。

### 電視節目
1991年黃霑主持的亞洲電視節目《香港奇案》，根據個案改編成單元劇《香港奇案之霧夜屠夫》，由任達華飾演林過雲（《霧夜屠夫》監製鄧衍成正是《羔羊醫生》的執行導演）。
1991年金興賢與盧希萊主持亞洲電視節目《香港奇案－香港屠夫林過雲》，節目訪問林過雲家人、大廈看更、考車師傅、心理醫生、懲教署、冲晒店職員、重案組，拍攝林過雲住所貴州街安慶大廈與四個死者靈位。

### 遊戲
《危險人物之雨夜屠夫》，由獨立團體真誠工作室（Genuine Studio）開發，2020年於App Store上市。截至2023年，下載次數已超過30萬。。

## 相關書目
- 重案組黃Sir 著：《殘酷肢解案》 聚賢館1991年出版
- 重案組黃Sir 著：《香港重案實錄（第一集）：驚人兇殺案》 博益出版集團有限公司1990年出版

## 外部連結
- YouTube上的1991年金興賢與盧希萊主持ATV節目香港奇案-香港屠夫林過雲
- YouTube上的當年今日之1982年2月12日城門河發現碎屍
- YouTube上的當年今日之1982年8月17日多宗女性肢體案終於被揭發
- YouTube上的當年今日之1983年3月3日林過雲謀殺被判刑
- YouTube上的ci犯罪與調查
- YouTube上的無奇不有@雨夜屠夫 林過雲
- YouTube上的雨夜屠夫 林過雲 檔案解密